# Kosuke Onose
Kosuke Onose (小野瀬 康介 Onose Kosuke?), född 22 april 1993 i Tokyo prefektur, är en japansk fotbollsspelare.
Onose började sin karriär 2011 i Yokohama FC. Han spelade 126 ligamatcher för klubben. 2017 flyttade han till Renofa Yamaguchi FC. 2018 flyttade han till Gamba Osaka.